# انتخابات جمعية النواب 1920
انتخابات جمعية النواب كانت لانتخاب لممثلي يشوب، الجالية اليهودية خلال الانتداب البريطاني على فلسطين. جرت الانتخابات في 19 أبريل 1920 في القدس، وتم التصويت في 3 مايو.

## التاريخ
بعد الاحتلال البريطاني لفلسطين العثمانية عام 1917، التقى القادة اليهود في بتاح تكفا في 17 نوفمبر لمناقشة تشكيل مؤتمر تمثيلي، وتم عقد مؤتمر آخر في يافا بعد سقوط القدس في أيدي البريطانيين لمناقشة إنشاء منظمة ليهود فلسطين، فتم تشكيل لجنة مع الانتداب لإجراء انتخابات للجمعية التأسيسية.
مع بقاء شمال فلسطين تحت سيطرة العثمانيين، عقد مؤتمر ثان في يافا في يوليو 1918 وكان من المقرر إجراء الانتخابات بحلول نهاية عام 1918. ولكن بعد توقيع الهدنة في نوفمبر، طُلب من المندوبين تمثيل اليهود الفلسطينيين في مؤتمر السلام، ثم تم عقد مؤتمر ثالث في يافا في 18 ديسمبر تمت فيه دعوة كل مستوطنة ومجتمع وحزب سياسي، وتم اختيار حاييم وايزمان وناحوم سوكولوف للتمثيل في مؤتمر السلام.
تم تأجيل الانتخابات عدة مرات قبل أن يتم تحديدها في 26 أكتوبر 1919، إلا أنه تم تأجيلها مرة أخرى لأن وايزمان كان قلقًا من أن تؤدي الانقسامات الداخلية إلى إضعاف الموقف التفاوضي اليهودي، وتم تحديد الموعد أخيرًا في 19 أبريل 1920 بعد التأكد من حصول البريطانيين على الانتداب على فلسطين.

## النظام الانتخابي
في الاجتماع الأول في يافا، تقرر إجراء الانتخابات باستخدام الاقتراع السري المباشر، إلا أنه لم يتم الاتفاق على حق المرأة في التصويت. أكد الاجتماع الثاني أنه يحق للرجال والنساء الذين تزيد أعمارهم عن 21 عامًا التصويت، على الرغم من أن مسألة المرشحات ظلت دون حل، فأثيرت القضية في مؤتمر يافا الثالث وتقرر السماح للنساء بالترشح رغم معارضة اليهود الأرثوذكس، مما أدى في النهاية إلى عقد الأرثوذكس لانتخابات منفصلة في القدس في 3 مايو تم منع النساء من المشاركة فيها.
صوت الناخبون لعضو واحد لكل 80 ناخبًا، باستثناء الأرثوذكس الذين انتخبوا عضوًا واحدًا لكل 40 ناخبًا على أساس حظر النساء من التصويت، وتم انتخاب ما مجموعه 263 مندوبًا في التصويت العام، و 51 آخرين من الناخبين الأرثوذكس.

## النتائج
| الحزب                          | مقاعد |
| ------------------------------ | ----- |
| أحدوت هعفودا                   | 70    |
| المجتمعات السفارديمية والشرقية | 54    |
| حزب الحريديم                   | 53    |
| هابويل هاتزير ‏                 | 41    |
| الهستدروت هيكاريم ‏             | 16    |
| حزب متقدم                      | 13    |
| الجمعية اليمنية                | 12    |
| مزراحي                         | 9     |
| مجموعة غير مسماة               | 7     |
| المستقلين                      | 7     |
| مركز الحرفيين                  | 6     |
| الاتحاد النسائي                | 5     |
| اليهود البخاريين               | 5     |
| اتحاد الكاتب                   | 5     |
| اتحاد شباب إسرائيل             | 4     |
| اتحاد المواطن                  | 3     |
| اتحاد مزراحي للشباب            | 2     |
| اليهود الجورجيون               | 1     |
| مكابي الاتحاد                  | 1     |
| مجموع                          | 314   |

شارك في الانتخابات حوالي 22000 ناخب من أصل 26000 ناخب مسجل.

## فيما بعد
اجتمعت الجمعية لأول مرة في 7 أكتوبر 1920، وصوتت لقبول 51 ممثلاً أرثوذكسيًا، كما انتخب المجلس القومي اليهودي ليكون بمثابة لجنة تنفيذية.